# Карнаро (провинция)
Карнаро (итал. provincia di Fiume, также итал. provincia del Carnaro) — провинция Королевства Италия в период с 1924 по 1943 годы. С 1943 по 1945 годы оккупирована нацистской Германией, с 1945 года вошла в состав Югославии. Сегодня данная территория принадлежит Словении и Хорватии.

## История
До конца Первой мировой войны портовый город Фиуме и его окрестные земли принадлежали Австро-Венгрии, однако, после её ликвидации в 1918 году за Фиуме развернулась дипломатическая борьба между Королевством Италия и новообразованным Государством Словенцев, Хорватов и Сербов (Королевство Югославия). Пока шли переговоры в Париже, в 1919 году Габриеле д’Аннунцио, поэт, писатель и независимый итальянский политический деятель околофашистских взглядов, во главе с группой итальянских националистов захватил город и провозгласил суверенную Республику Фиуме. Однако, желая по-прежнему заполучить данную территорию под свой контроль Италия и Югославия вступили в войну известную как Фиумский конфликт с самопровозглашённым и непризнанным государством. В результате этой борьбы режим д’Аннунцио был смещён, территорию заняли итальянские войска и по итогам Рапалльского договора 1920 года был провозглашён Свободный город-государство Фиуме.
Пришедшего к власти в Италии в 1922 году Муссолини это положение дел не устраивало. В результате по Римскому договору 1924 года между итальянским и югославским правительствами Фиуме отошёл к Италии, а соседний город Сушак, соответственно, к Югославии. Фиуме провозглашался провинцией Карнаро в составе Итальянского Королевства названной в честь ближайшего залива Кварнер (итал. Golfo del Quarnero ).
В 1941 году в результате нападения стран «Оси» на Югославию провинция была расширена за счёт присоединённых близлежащих югославских земель. Были присоединены восточные материковых Риека и Кварнер острова Крк и Раб. В результате этого в провинции развернулось югославское партизанское движение, которое жёстко подавлялось итальянской военной администрацией.
8 сентября 1943 года Королевство Италия вышло из войны и капитулировало. Провинция Карнаро была немедленно оккупирована германскими войсками. Глава итальянской полиции Фиуме и фактически руководитель провинции Джованни Палатуччи был арестован гитлеровцами за критику репрессий против еврейского населения. Его отправили в лагерь смерти Дахау. Вместо его контроль региона была взят Гестапо. В 1944 году город как важный морской порт был подвергнут бомбардировке британской авиации.
В апреле 1945 года провинция была взята под контроль югославской армией Тито и присоединена к новой, теперь уже федеративной республиканской Югославии.

## Галерея

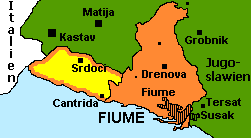
Карта территории Свободного города Фиуме (1920-1924)
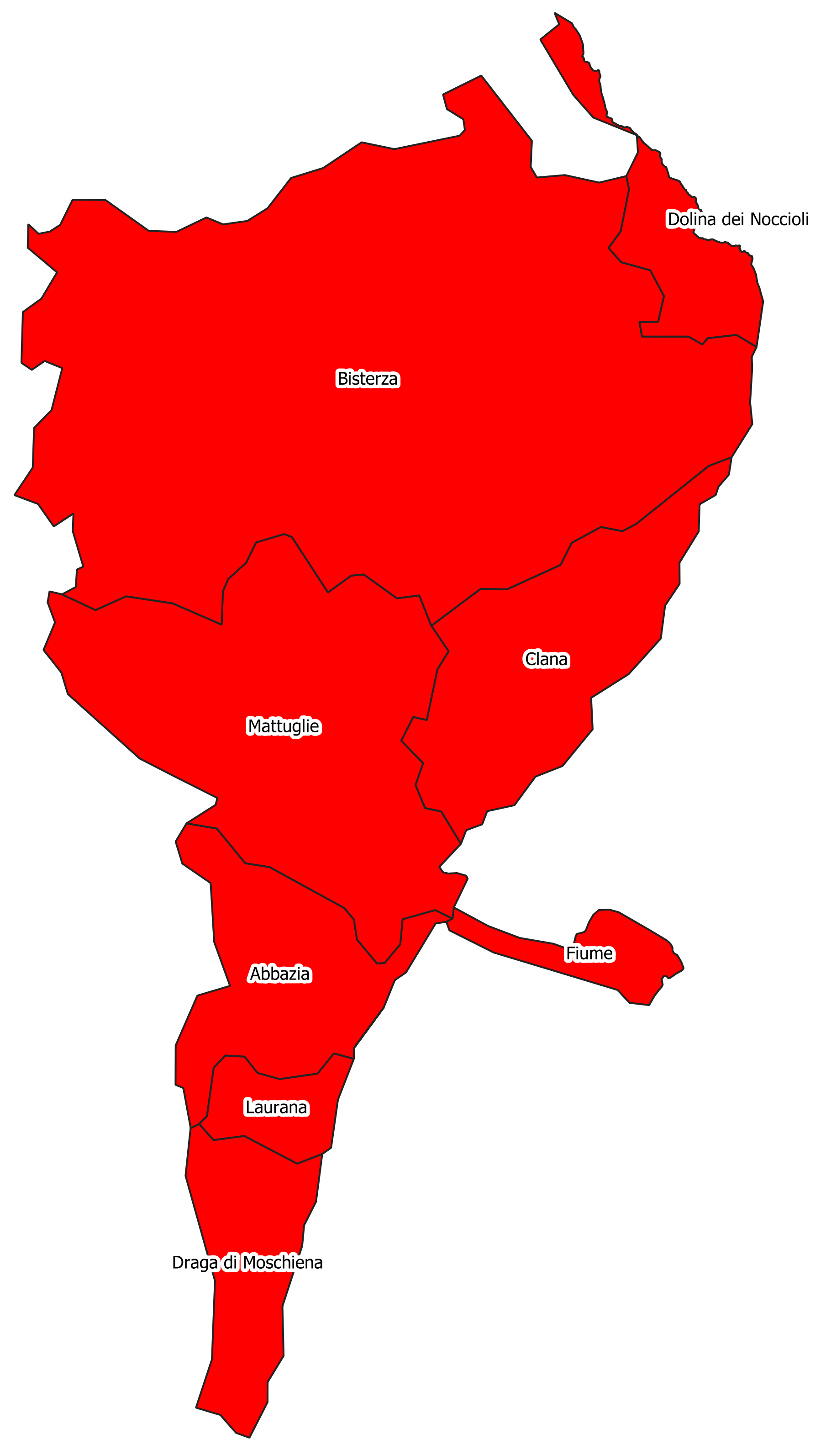
Провинция Карнаро (Фиуме) (1924)
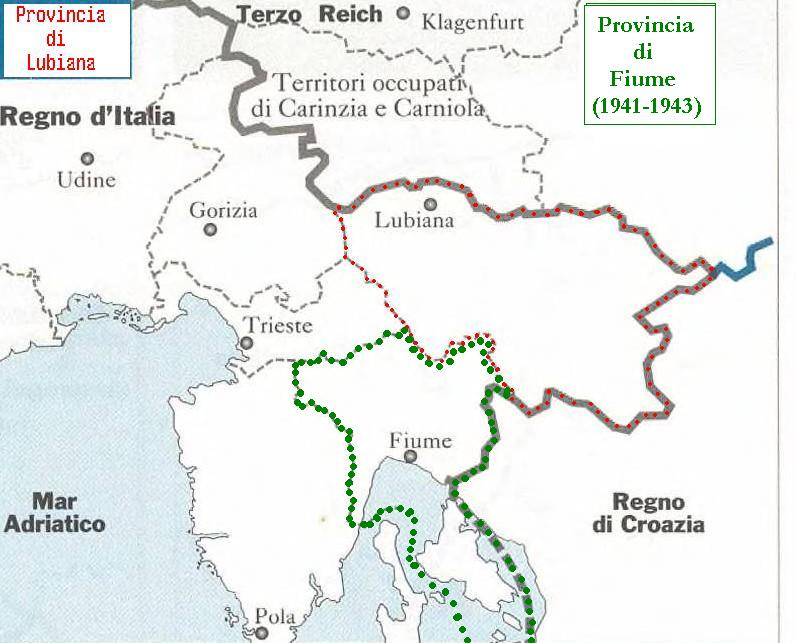
Расширения провинции за счёт оккупированных югославских территорий в 1941-43 годах
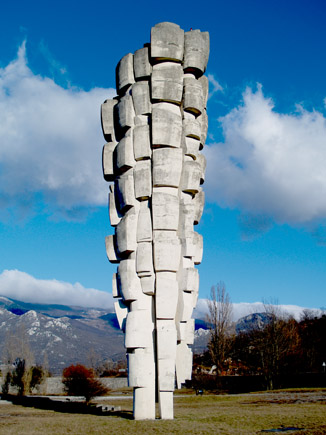
Монумент жертвам резни в Подуме устроенной итальянскими фашистами
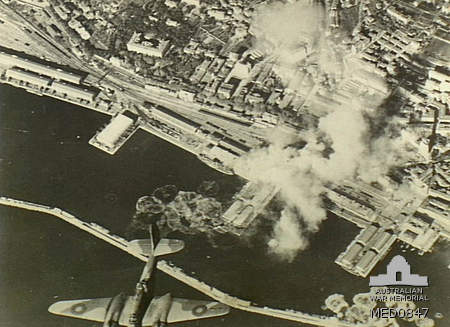
Бомбардировка британской авиации порта Фиуме в 1944 году